# Siemomysł
Siemomysł (inizio X secolo – 950/960) è il terzo dei duchi leggendari di Polonia, menzionato nelle Cronache polacche di Gallus Anonymus.
La tradizione vuole che sia il padre di Mieszko I, primo governatore storicamente accertato della Polonia. A Siemomysł si attribuisce il merito di aver unificato i territori noti come Grande Polonia e di averli lasciati al proprio figlio che li avrebbe ulteriormente ingranditi.

## Figli
- Mieszko I di Polonia
- Cidebur (-972)
- anonimo (-963)
- anonima